# Knapsack
I Knapsack sono stati una band indie rock/emo formatasi in California nel 1993. Blair Shehan e Colby Mancasola si conobbero all'Università della California. Decisero di mettere su una band, e Jason Bokros e Rod Meyer completarono la formazione.
Nel 1994 la band pubblicò un singolo per l'etichetta indipendente Goldenrod Records e l'anno successivo firmò un contratto discografico con la Alias Records. Nel 1995 venne pubblicato il primo album della band, Silver Sweepstakes. Iniziò dunque una grande tournée con altre band come Pavement, Rocket from the Crypt, Jawbox e Drive Like Jehu.
Il chitarrista Jason Bokros lasciò la band subito dopo la pubblicazione del secondo album del gruppo, Day Three of My New Life (1997). Il suo posto venne preso da Sergie Loobkoff, ex Samian. Nel 1998 fu pubblicato il terzo album della band,  This Conversation is Ending Starting Right Now.
La band si sciolse nel 2000, e Blair Shehan andò a formare i The Jealous Sound.

## Formazione
- Blair Shehan - voce, chitarra
- Jason Bokros - chitarra (1993-1997)
- Sergie Loobkoff - chitarra (1997-2000)
- Rod Mayer - basso
- Colby Mancasola - batteria

## Discografia

### Album studio
- Silver Sweepstakes (1995)
- Day Three of My New Life (1997)
- This Conversation Is Ending Starting Right Now (1998)

### Singoli
- Trainwrecker (1994)
- True To Form (1995)
- Dropkick w/ Stuntman (1997)

### Compilation
- Superwinners Summer Rock Academy (1996)
- Don't Forget to Breathe (1996)